# Verpe conique
Verpa conica
Espèce
Verpa conica, ou Verpa digitaliformis, la Verpe conique ou Verpe en doigt de gant, est une espèce de champignon ascomycète du genre Verpa de la famille des Morchellaceae. Relativement fréquente dans l'hémisphère Nord, elle se développe dans les forêts à sols sableux et humides.

## Taxonomie
Le nom correct complet (avec auteur) de ce taxon est Verpa conica (O.F. Müll.) Sw.

### Synonymes
Verpa conica a pour synonymes :
- Phallus conicus O.F. Müll.
- Leotia conica (O.F. Müll.) Pers.
- Monka conica (O.F. Müll.) Kuntze,
- Helvella relhanii Sowerby
- Leotia conica var. relhanii (Sowerby) Pers.
- Verpa relhanii (Sowerby) Massee
- Verpa conica var. relhanii (Sowerby) Boud.
- Verpa digitaliformis Pers
- Relhanum conicum Gray
- Verpa conica f. macrospora Häffner

### Noms vulgaires et vernaculaires
Ce taxon porte en français les noms vernaculaires ou normalisés suivants : Verpe conique, Verpe en doigt de gant, Verpe en forme de dé.

## Description du sporophore
Son chapeau mesure 1,5 à 3 cm de hauteur pour 1 à 3 cm de diamètre, il est en forme de dé à coudre, retourné, de forme conique, conique-tronqué à campanulée, parfois irrégulière et partiellement évasée, lisse, finement ridé, ridulé à silloné, peu ou à peine bosselé et ridé mais sans être véritablement creusé,  attaché au pied à son sommet uniquement, à marge irrégulière, parfois évasée avec l'âge, de couleurs variables, ocre miel, ochracé à brun jaunâtre mais parfois plus foncé voire brun rougeâtre. Le chapeau recouvre tout le pied dans la jeunesse. La surface interne du chapeau est blanchâtre. Sa sporée est jaune ocre pâle,,,,.
Le stipe mesure 4 à 15 cm de hauteur pour 0,5 à 1,5 cm de diamètre, il est cylindrique, généralement allongé et relativement long, droit ou un peu courbé, égal à atténué vers l'apex, parfois un peu rainuré, fragile, se prolongeant à l'intérieur du chapeau jusqu'en son sommet. Il est creux à farci, lisse puis subgranuleux, parfois légèrement côtelé, formant de discrètes zébrures ou chinures concentriques horizontales tout au long du pied. Il est de couleur blanc, blanchâtre, crème à jaunâtre, parfois orangeâtre. Il est rempli d'une moelle cotonneuse disparaissant à maturité,,.
Sa chair est fragile, cassante, mince, peu épaisse, de couleur blanche. Son odeur est faible et sa saveur est douce,.

### Caractéristiques microscopiques
Les spores (25-33 x 15-19 µm) se forment dans des asques (300-350 x 20-24 µm) octosporés operculés. Elles sont hyalines, lisses et de forme elliptique.

## Galerie

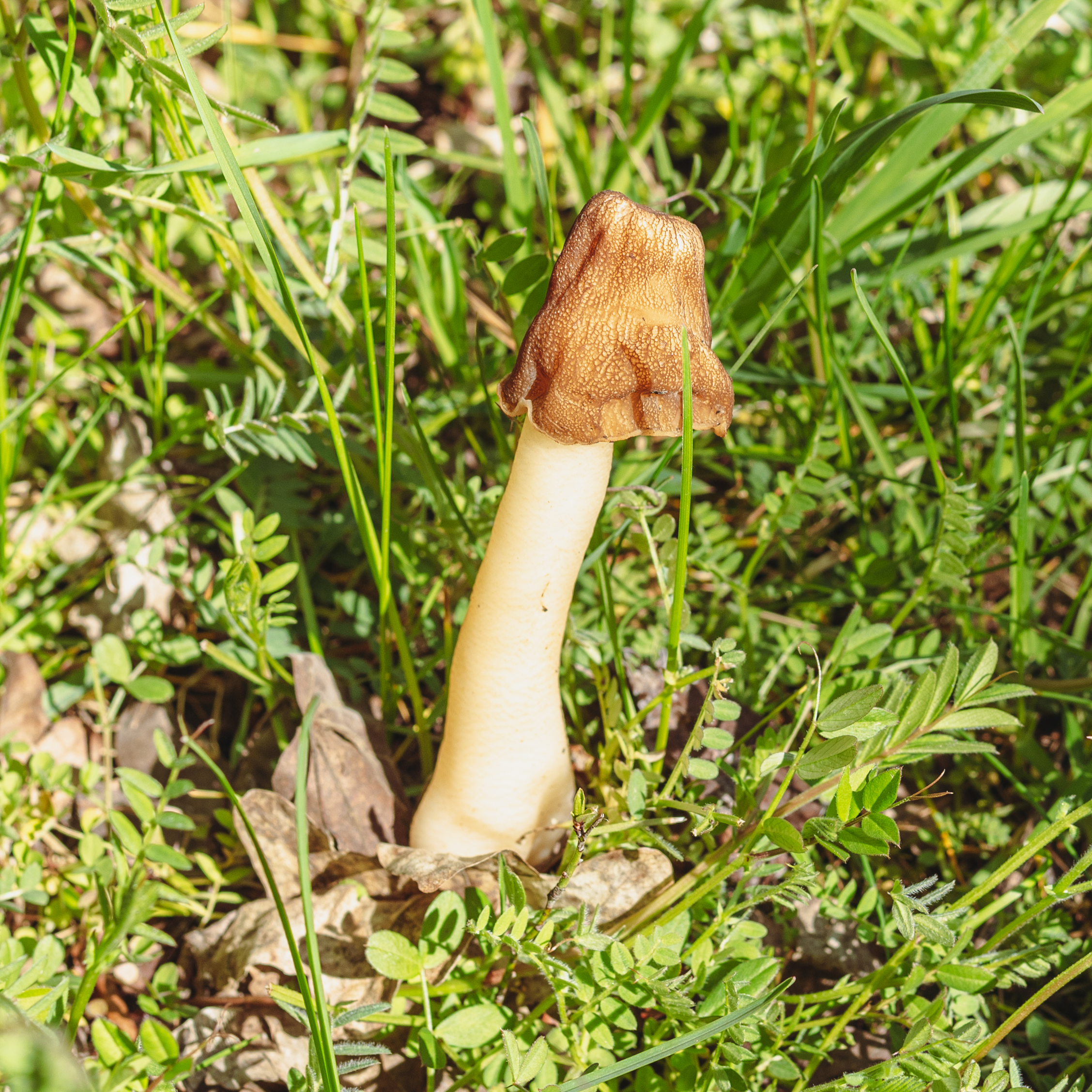
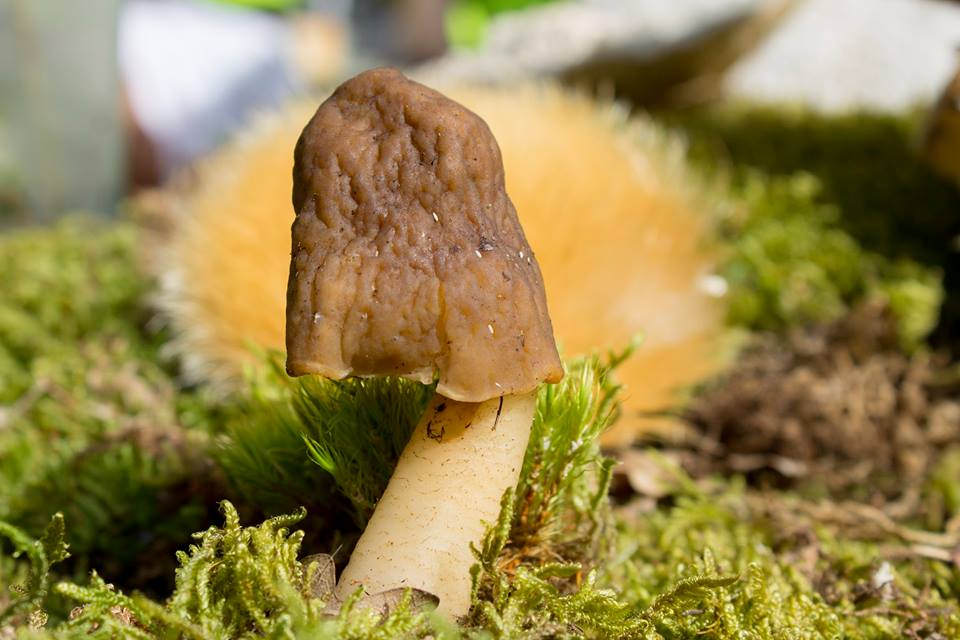
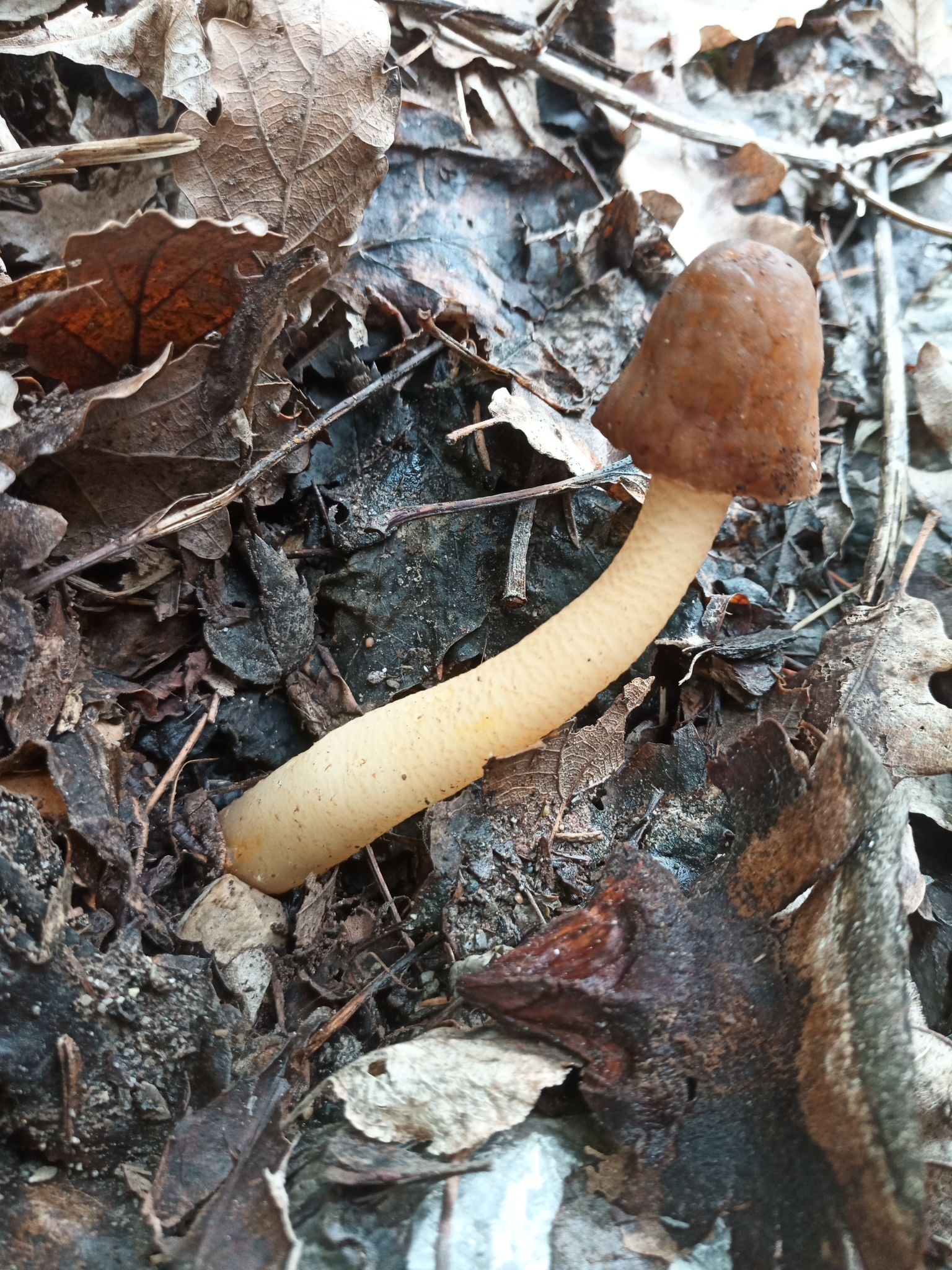
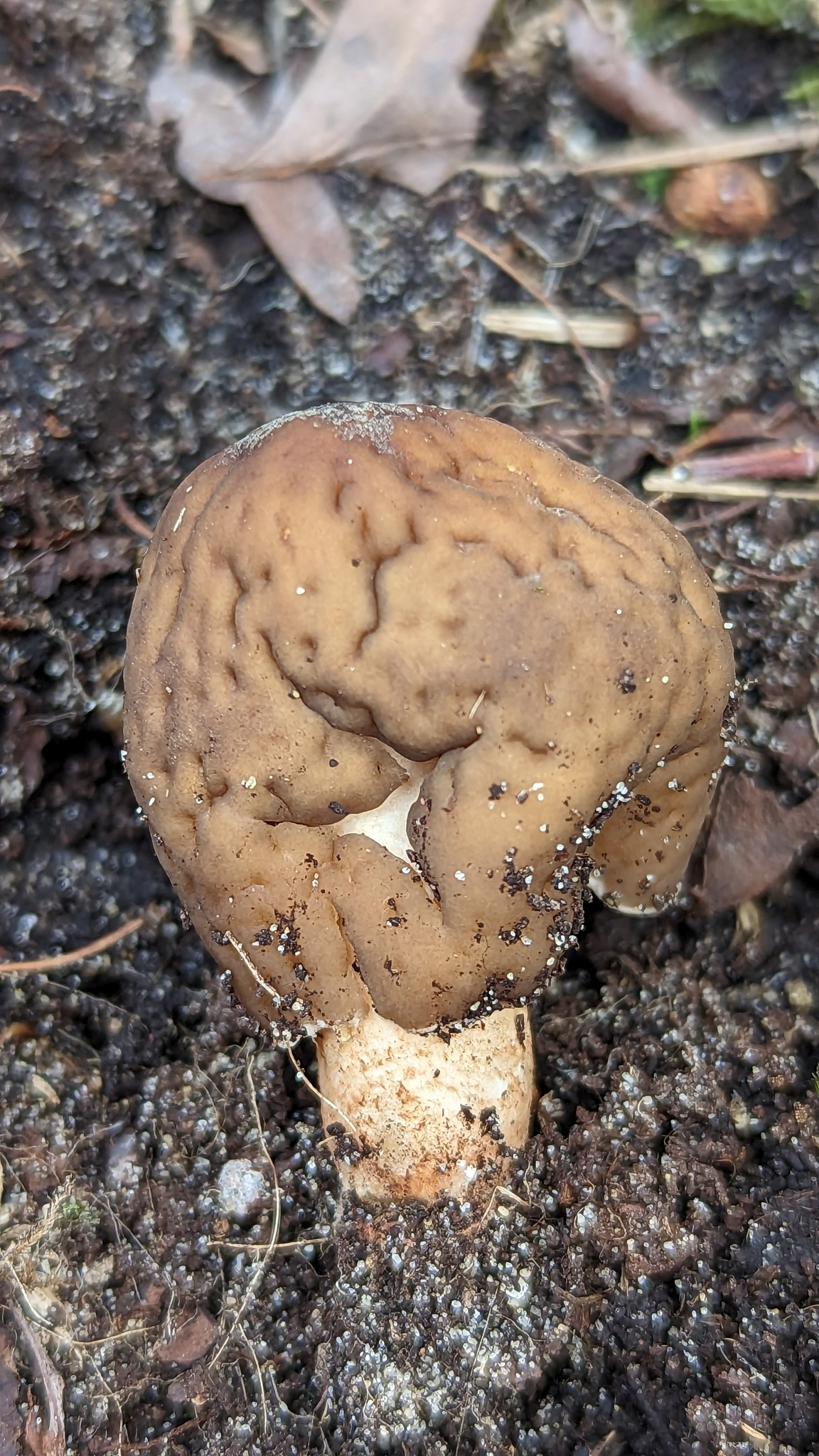
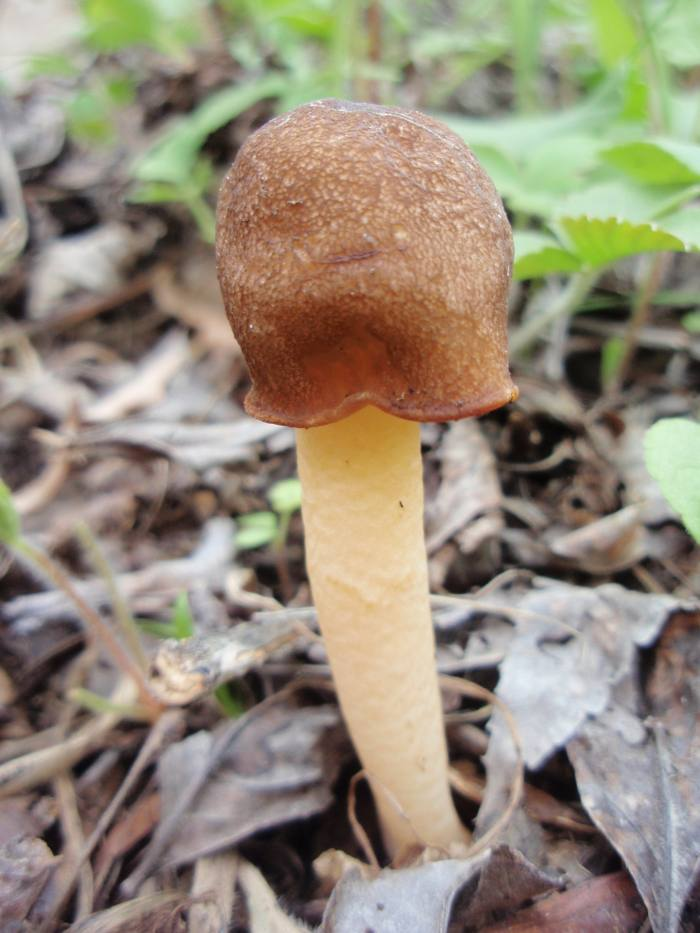
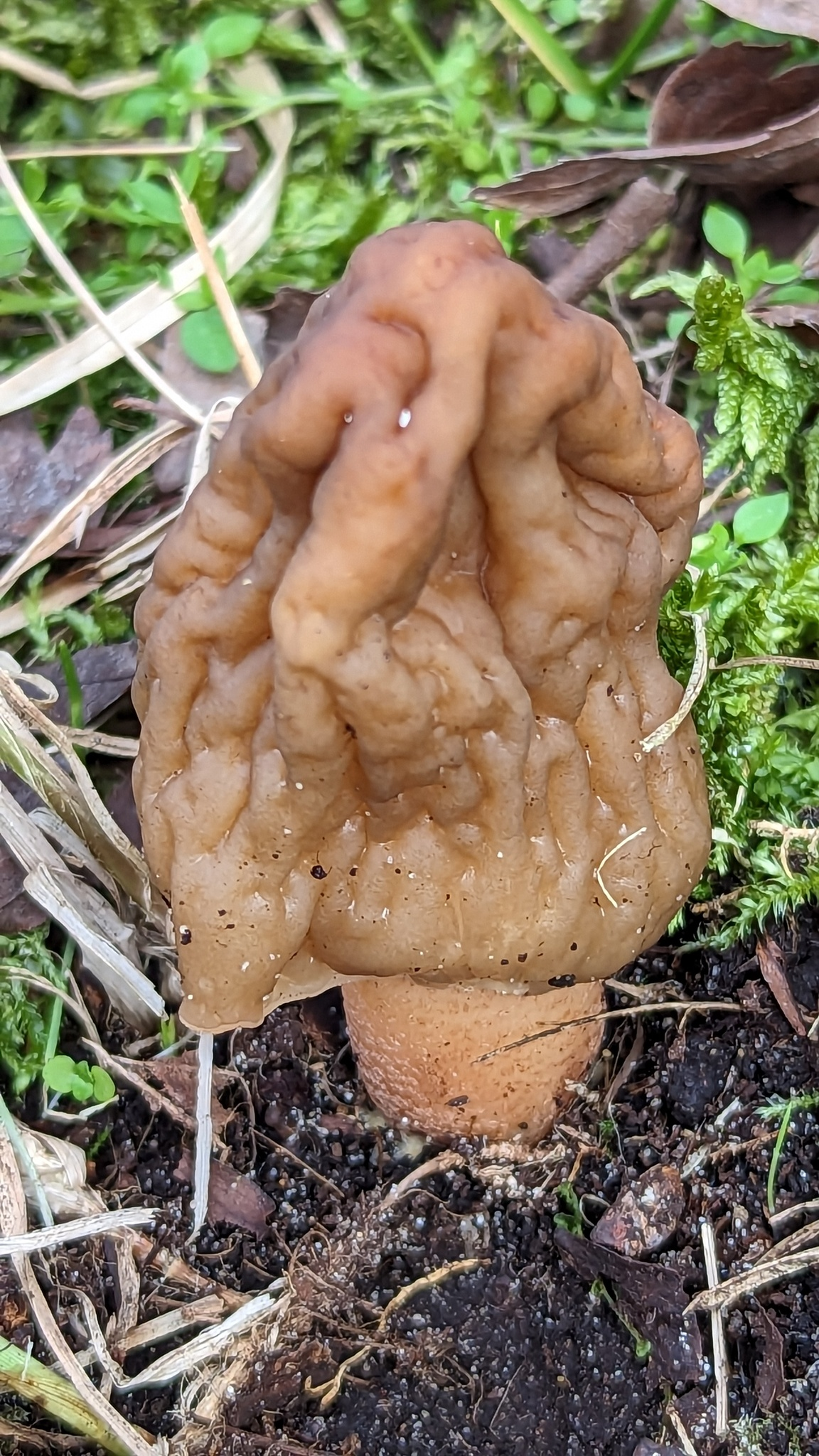
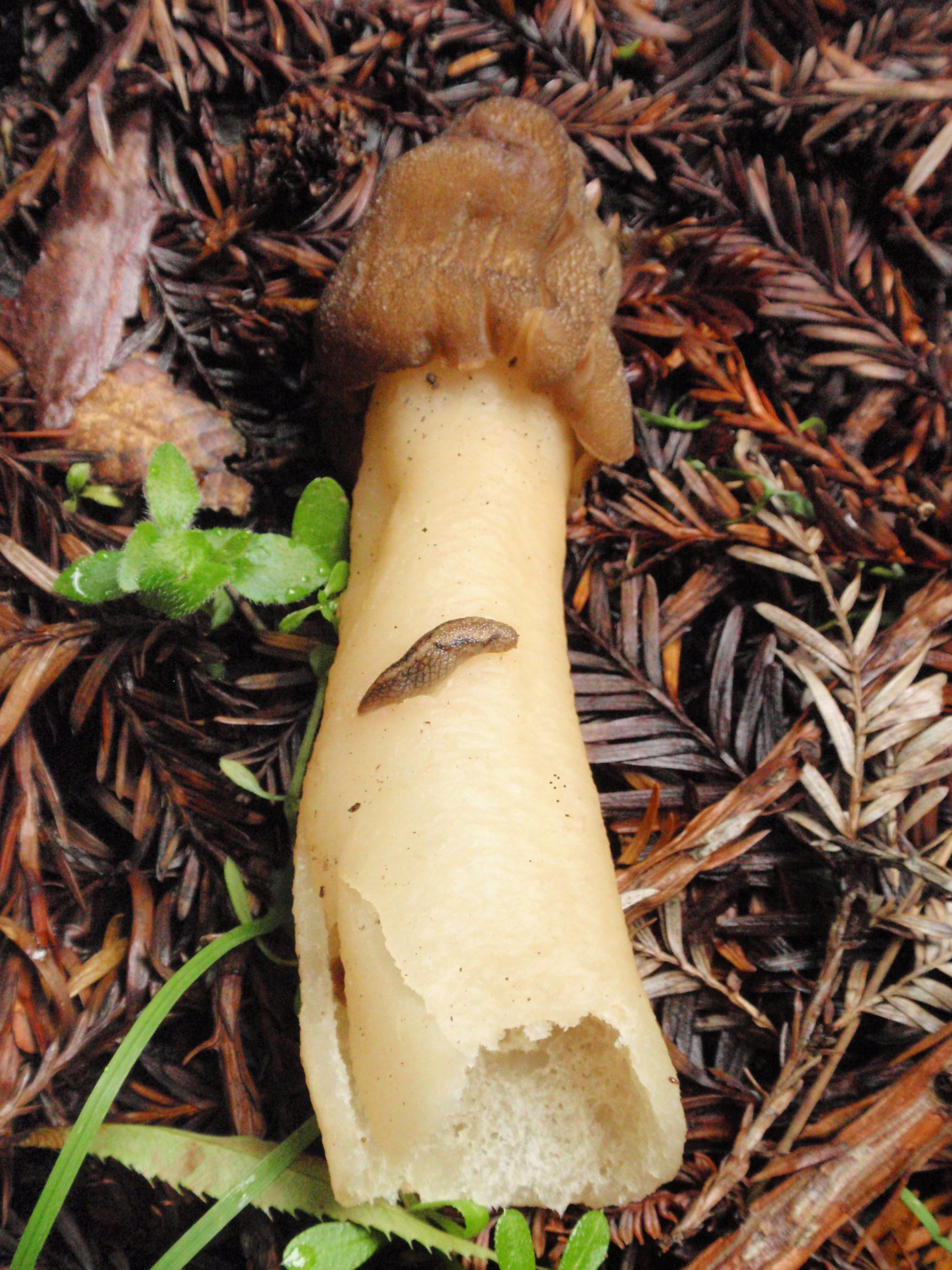
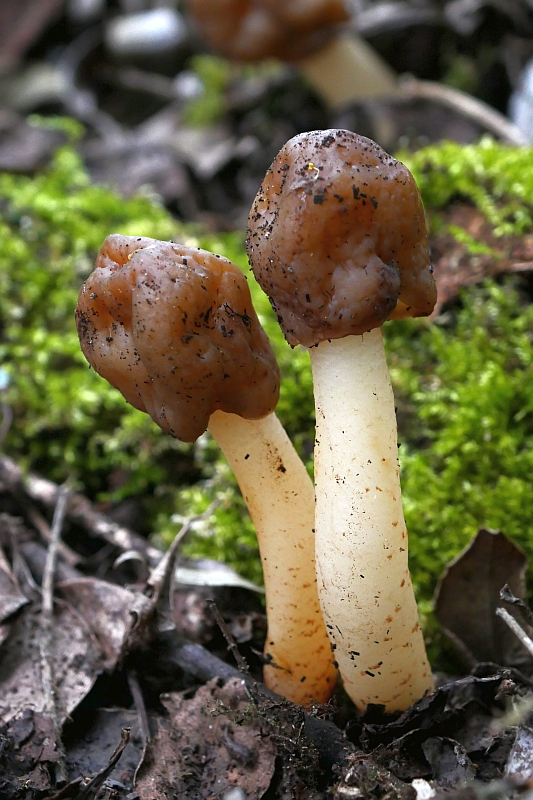
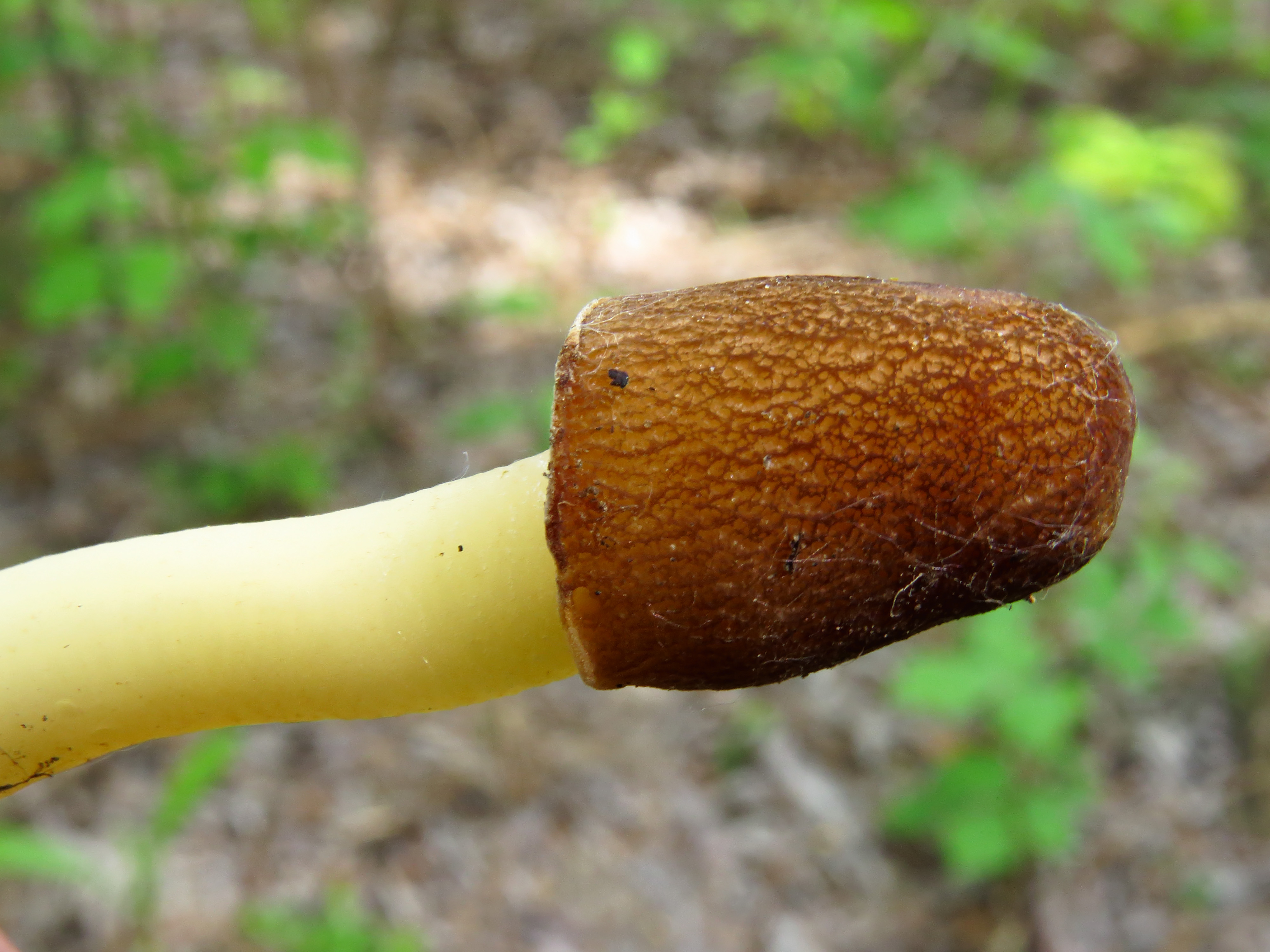
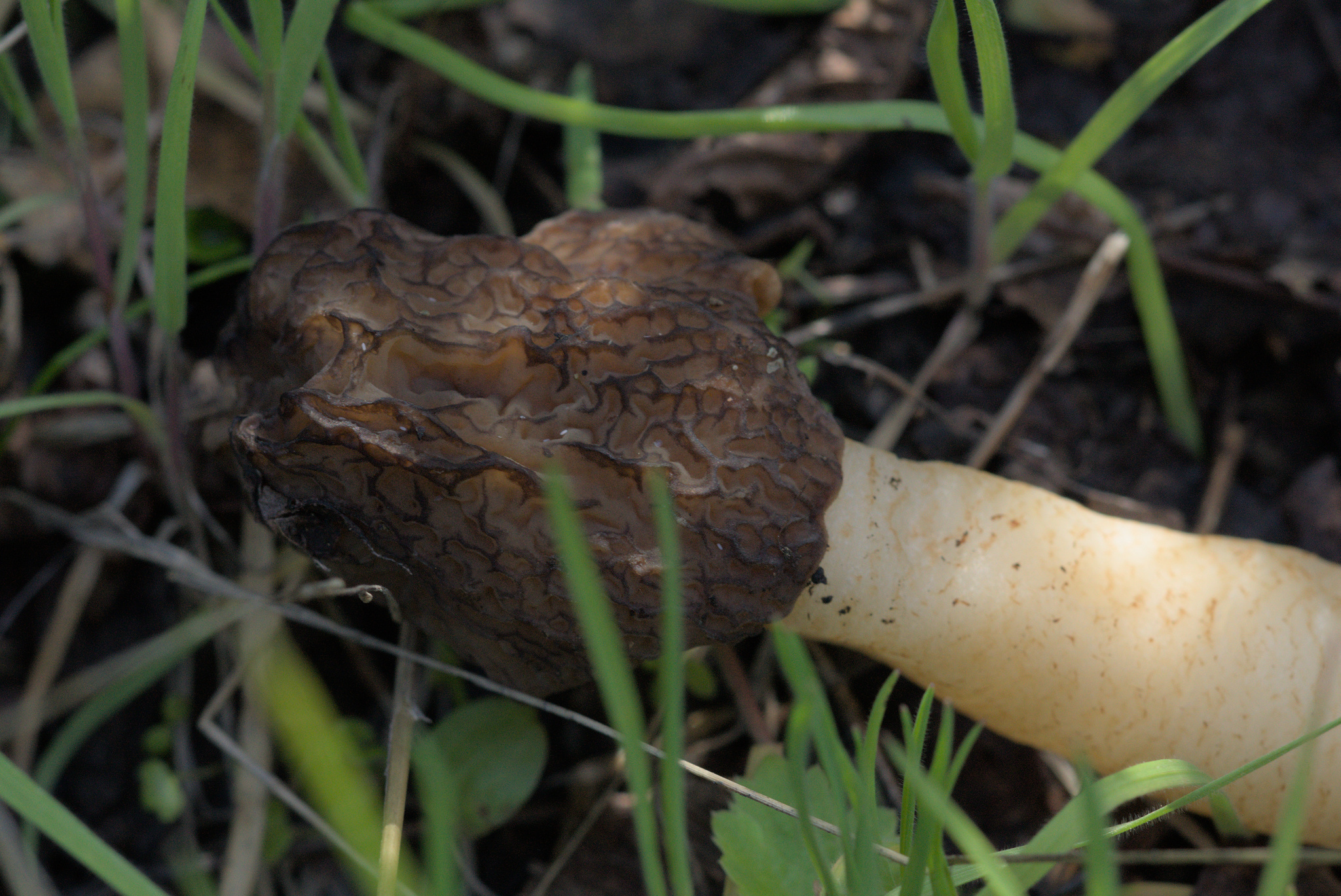
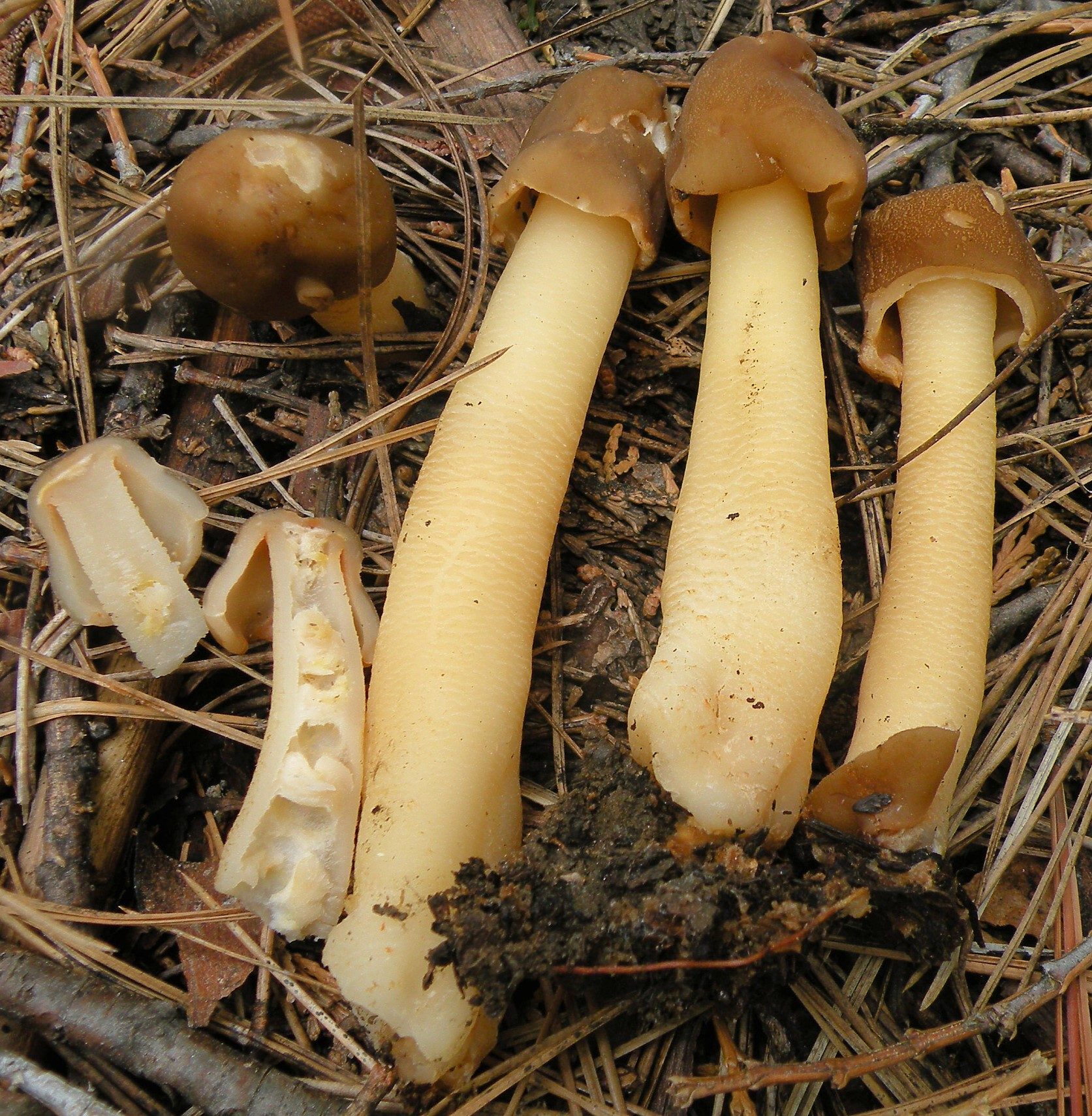
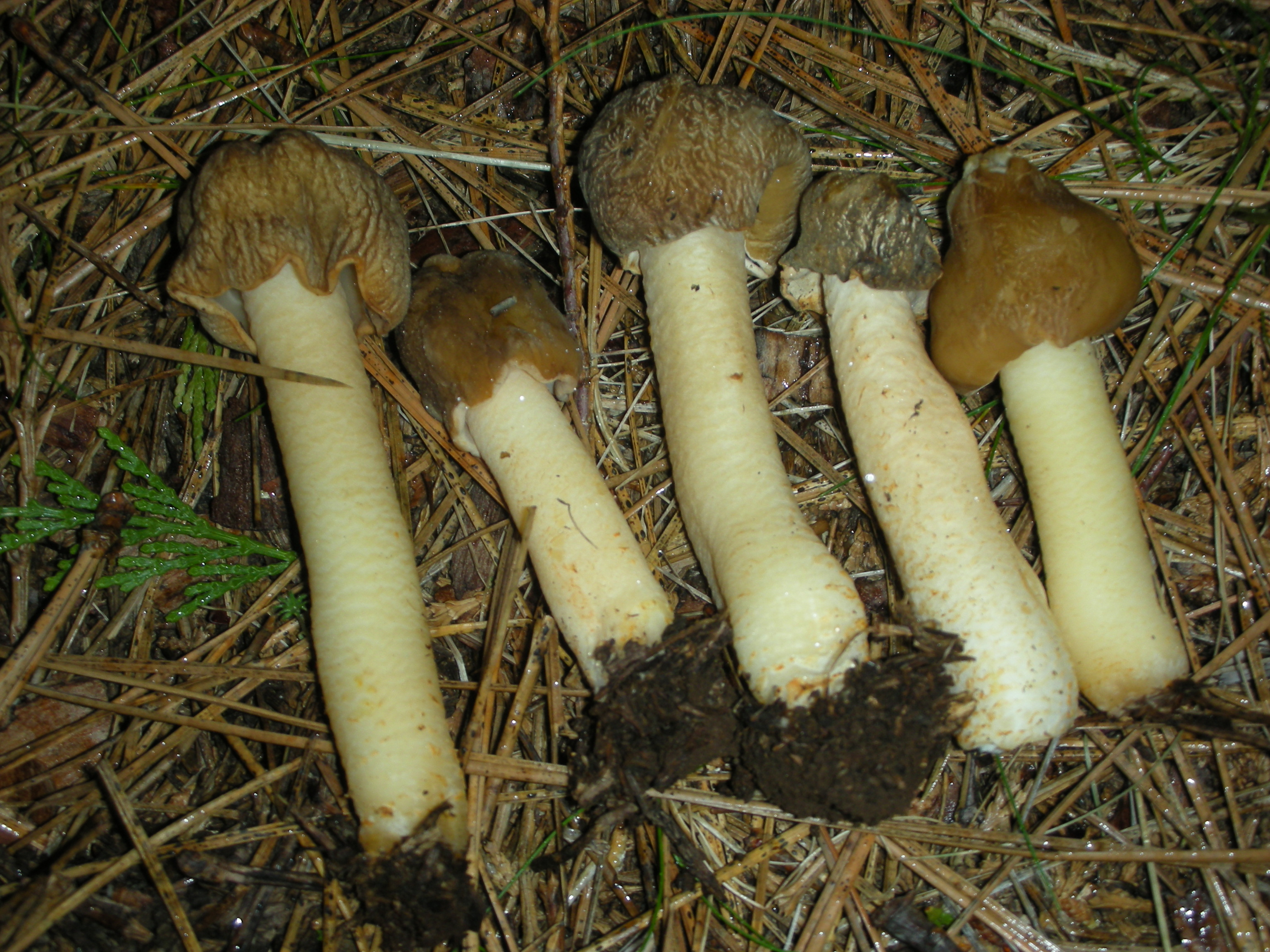
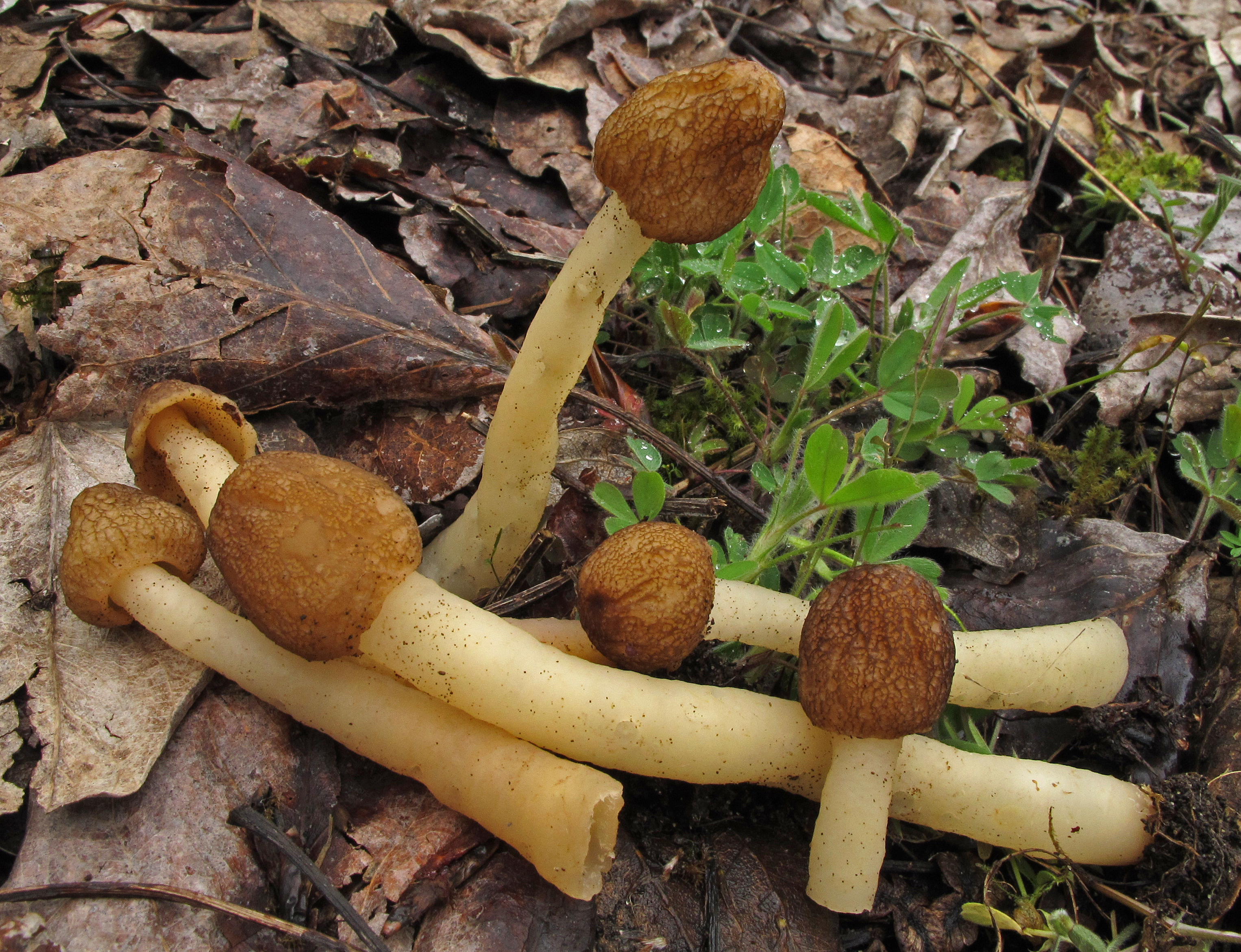

## Habitat et distribution
On trouve la Verpe conique au printemps dans les forêts humides, dans les zones plus ou moins herbeuses (mais parfois aussi sur la terre presque nue) des bois de feuillus généralement humides ainsi que dans les taillis, les haies et parfois les jardins, appréciant notamment la présence de frênes et de noisetiers, on la trouve aussi beaucoup sous peupliers et ormes morts. C'est une espèce peu fréquente,.

## Comestibilité
Tout comme les Morilles, la Verpe conique est comestible bien cuite, toxique crue ou mal cuite. Elle est considérée égale ou alors plus souvent inférieure aux Morilles en termes gustatifs, moins réputée, bien qu'elle en soit proche phylogénétiquement.

## Confusions possibles
La Verpe conique peut se confondre avec les espèces suivantes :
- Le Morillon (Morchella semilibera), dont le pied est nettement granuleux, dont le chapeau est alvéolé et est relié au pied à sa moitié.
- La Verpe de Bohème (Verpa bohemica), aux plis du chapeau bien plus marqués.
- Le Gyromitre des charbonnières (Pseudoverpa anthracobia) au chapeau noirâtre aux tons rouges, en parapluie replié sur lui même à ses bords, au pied moins élancé, venant dans les lieux brulés.